# Helenizem (religija)
Helenizem (grško: Ἑλληνισμός) je grška etnična religija (Ἑλληνικὴ εθνική θρησκεία), poznana tudi pod imeni Dodekateizem (Δωδεκαθεϊσμός) ali Olimpianizem in se nanaša na različne religijske skupine, ki prakticirajo nekdanje grško staroverje. Javno prakticirajo vero od začetka devetdesetih let 20. stoletja. 
Helenska (grška) religija je tradicionalna religija in način življenja, kjer se časti Helenske bogove, prvotno zbrane okoli dvanajst olimpskih bogov in starih helenskih vrednot. 

## Gibanje in samodefiniranje
Helenizem izvira in se prakticira v Grčiji in drugih državah. Vodje gibanja so leta 2005 trdili, da je najmanj 2000 pripadnikov helenske tradicije v Grčiji z dodatnimi 100.000 podporniki. Uradnih statistik, ki bi potrjevale to število ni.
Uradnega imena za prakticiranje te vere ni, vendar je več neuradnih imen. Med njimi je najbolj uveljavljeno ime Helenizem, ki označuje sodobno politeistično vero, vendar lahko pomeni tudi nekdanjo helensko religijo in kulturo. To ime je uporabljal že Rimski imperator Julijan Odpadnik za opis tradicionalne grške religije. Razne skupine imajo tudi druga imena glede na različne filozofske šole. 

## V Grčiji
Prva grška organizacija, ki je odprto izvajala helenske prakse je bila Ύπατο Συμβούλιο των Ελλήνων Εθνικών (angleško: Supreme Council of Ethnikoi Hellenes) ali YSEE, ki je bila ustanovljena 1997 in je javno aktivna. YSEE je ustanovna članica  Evropskega kongresa etničnih religij in je gostila 7. kongres v juniju 2004. YSEE je prav tako članica programa Evropske unije boja proti diskriminaciji. Organizacija se opredeljuje kot »etničen politeizem« ali »etnični Helleni«.
Druga zelo aktivna organizacije, ki je bila ustanovljena leta 2008 je Labrys religious community. Labrys se osredotoča predvsem na verski aspekt helenizma in helenskega politeizma, izogiba se antikrščanski retoriki in politiki, izvaja tedenske rituale in se ukvarja z drugimi aspekti promocije, kot sta gledališče in glasba. Labrys promovira tudi prakticiranje domačega čaščenja. Izdali so knjigo Hellenic Polytheism: Household Worship. Createspace. 2014-11-20. ISBN 9781503121881.  
Druge grške organizacije, kot so Dodekatheon (Δωδεκάθεον, Dōdekátheon, Of the Twelve Gods). Helliniki Hetaireia Archaiophilon (Societas Hellenica Antiquariorum), The Thyrsos uporabljajo različne termine za opredelitev vere, vključno z ἑλληνικὴ θρησκεία (hellēnikē thrēskeîa, prevedeno kot 'helenska religija'), Helenistična politeistična religija in helenizem. Grški avtor Vlassis Rassias je napisal serijo knjig o krščanski okupaciji Helenov. 

## Zunaj Grčije
Zunaj Grčije se je helenska religija razvila okoli 1998 z nekaterimi posamezniki, ki so trdili, da so bili vključeni v tradicionalne prakse že od sedemdesetih let 20. stoletja. V Združenih državah deluje Hellenion, ki je leta 2007 imela 43 članov. Hellenion ponuja verska izobraževanja, temeljno za odrasle in izobraževanje za ostale člane. 
Druga ameriška skupina, Elaion, uporablja termin Dodekatheism (grško δώδεκα, dodeka, 'dvanajst' + θεϊσμός, theïsmós, 'verovanje v bogove') za opis njihove vere. 
V Braziliji je v portugalščini spletna stran RHB - Reconstrucionismo Helênico no Brasil, ki je bila ustanovljena leta 2003. Poleg tega so tudi mednarodne skupine, kot je ameriška Neokoroi in grška Thyrsos. 

## Verovanja in prakse
Helensko politeistično verovanje časti stare helenske bogove, naravo, podzemeljska božanstva in heroje. Oboji, fizični in spiritualni predniki so predmet čaščenja. Etika modernega helenskega politeizma išče navdih v nekdanjih helenskih vrednotah, kot so gostoljubnost, samonadzorovanje in vzajemnost. Aristotelova Etika in druge starodavne knjige so še danes v rabi. Druga pomembna vrednota v helenskem politeizmu je eusebeia, pogosto prevedena kot 'pobožnost'. 
Ne obstaja centralna ecclesia (cerkev) ali hierarhija. Od posameznikov je pričakovano da izvajajo svoje rituale in se učijo o religiji in bogovih skozi osebne izkušnje. 

## Rekonstrukcije
V politeizmu je rekonstrukcionizem metoda, ki poskuša ponoviti moderno religijo na osnovi zgodovinske religije. Termin je pogosto rabljen v Združenih državah, ki razločuje sinkretizem in elektične neopoganska gibanja ter te, ki temeljijo na tradiciji, zgodovini in mitologiji določene stare politeistične kulture. 
V nasprotju z elektičnimi tradiciji, je rekonstrukcionizem kulturno orientiran in poskuša rekonstruirati zgodovinsko obliko in religijo v modernem kontekstu. 

## Ostala literatura
- Panopoulos, Christos (2014). Hellenic Polytheism - Household Worship. CreateSpace. ISBN 978-1503121881.
- Addey, Tim (2000). The Seven Myths of the Soul. Prometheus Trust. ISBN 978-1-898910-37-4.
- Addey, Tim (2003). The Unfolding Wings: The Way of Perfection in the Platonic Tradition. Prometheus Trust. ISBN 978-1-898910-41-1.
- Mikalson, Jon D (2004). Ancient Greek Religion (Blackwell Ancient Religions). Wiley-Blackwell. ISBN 978-0-631-23223-0.
- Stone, Tom (2008). Zeus: A Journey Through Greece in the Footsteps of a God. Bloomsbury USA. ISBN 978-1-58234-518-5.